# Birine
Birine (em árabe: بيرين) é uma cidade e comuna localizada na província de Djelfa, Argélia. De acordo com o censo de 2008, a população total da cidade era de 30 913 habitantes.